# 镇宣铁路
镇江至宣城铁路，简称镇宣铁路，是一条中国规划中的连接江苏省镇江市与安徽省宣城市的铁路，规划北起江苏镇江，南至安徽宣城，全长约190千米。

## 历史
2008年，随着宁杭客运专线获准立项、淮扬镇铁路逐步列入建设规划，作为淮扬镇铁路的南延部分，镇江至溧阳铁路进入初步规划设想阶段。
2012年，镇溧铁路规划延伸为镇江至高淳至宣城铁路，并列入《江苏省轨道交通“十二五”及中长期发展规划》，规划设计时速为200公里。2016年纳入《国家中长期铁路网规划》。
2016年末列入《江苏省“十三五”铁路发展规划》，规划为客运专线，设计时速为250公里及以上。2017年列入《安徽省“十三五”综合交通运输体系发展规划》。
2016年，中铁上海设计院中标镇宣铁路预可行性研究及工程可行性研究项目。